# Cisticola restrictus
El cistícola del Tana (Cisticola restrictus) es una especie de ave paseriforme de la familia Cisticolidae endémica de la cuenca baja del río Tana.

## Distribución y hábitat
Se ha encontrado únicamente en la cuenca del río Tana, en el este de Kenia, aunque podría también encontrarse en la cercana Somalia.
Su hábitat natural son las sabanas y zonas de matorral.